# M.13 (dirigibile)
Il dirigibile M.13 era un dirigibile di tipo semirigido costruito in Italia dallo Stabilimento Costruzioni Aeronautiche di Pontedera nella seconda metà degli anni dieci del XX secolo per scopi militari. L'M.13 apparteneva alla "Classe M", sottoversione Ma (M alleggerito), progettata dall'ingegnere Gaetano Arturo Crocco. Nel corso della prima guerra mondiale l'aeronave, assegnata alla Regia Marina, effettuò una missione di guerra al comando del tenente di vascello Renato Strazzeri.

## Storia del progetto
Durante il corso delle operazioni belliche dei dirigibili della classe M del Regio Esercito e della Regia Marina divenne evidente che la migliore difesa contro i velivoli nemici e il tiro della armi contraeree restava il potere salire a quote molto elevate. Per questo motivo venne studiata una particolare sottoversione del modello M che fu ridesignata Ma (M alleggerito) noto anche come Maq (medio alta quota). Questi dirigibili erano dotati di involucro alleggerito, navicella di dimensioni ridotte, zavorra aumentata e carico di bombe ridotto. Con l'alleggerimento fu possibile aumentare il carico a 5.600 kg e la quota di tangenza massima a 4 700 m, mentre la velocità massima raggiungibile era pari a 65 km/h.

## Tecnica
Si trattava di un dirigibile di tipo semirigido con la navicella, costruita in tubi d'acciaio rivestiti in tela, capace di trasportate 20 persone, appesa al pallone a mezzo cavi collegati ai nodi di una catenaria di cavo d'acciaio, cucita sulla gualdrappa del dirigibile e collegata alla trave rigida di carena. I timoni di direzione erano due, posizionati sulla parte posteriore del dirigibile, ed aventi configurazione biplana.
La propulsione era affidata a due motori Maybach-Itala D.2 a 6 cilindri in linea raffreddati ad acqua, eroganti la potenza di 220 CV ciascuno, posizionati in coppia al centro della navicella ed azionanti eliche quadripala lignee. I propulsori consentivano all'aeronave di raggiungere una velocità massima di circa 65 km/h.

## Impiego operativo
L'aeronave M.13 fu gonfiata e allestita per la prima volta presso lo Stabilimento di Costruzioni Aeronautiche di Pontedera nel giugno 1917, ed andò in volo per la prima volta sullo stesso aeroscalo il 26 dello stesso mese. Dopo aver eseguito 15 ascensioni di collaudo fu consegnata alla Regia Marina e trasferito sull'aeroscalo di Jesi dove arrivò il 6 settembre 1917. Nella notte del 19 dello stesso mese, al comando del tenente di vascello Renato Strazzeri, lo M.13 decollò da Jesi ed eseguì una missione di bombardamento contro il cantiere navale di Lussino. Gli austro-ungarici pianificarono subito una missione di ritorsione che fu portata a termine da quattro idrovolanti nella notte tra il 26 e il 27 settembre. In quella notte gli aerei nemici bombardarono l'aeroscalo di Jesi e distrussero il dirigibile M.13 all'interno del suo hangar. All'epoca l'aeronave aveva eseguito 19 missioni, di cui una di guerra dove aveva lanciato 1 106 kg di bombe.

## Utilizzatori
Italia
- Regia Marina